# Font de la Gruta
La Font de la Gruta és una font d'Olot (Garrotxa) protegida com a Bé Cultural d'Interès Local.

## Descripció
La font té una cova excavada a la roca basàltica, utilitzant pedra volcànica com a material constructiu de murs, bancs i paviment. Defineix un lloc de parada i estaca al costat del riu i de la passera del mas Tossols.
Al 1889 ja figurava en l'índex de "les nostres fonts". Damunt del raig hi ha gravat en una pedra la data d'octubre de 1932, en la qual fou arranjada. El cabal d'aigua no és constant. És un dels indrets més concorreguts pels olotins des de Sant Roc.